# Cryptanthus praetextus
Cryptanthus praetextus là một loài thực vật có hoa trong họ Bromeliaceae. Loài này được E.Morren ex Baker mô tả khoa học đầu tiên năm 1889.